# Saint Peter (Jersey)
Saint Peter (Jèrriais: St Pièrre) ist eine der zwölf Gemeinden (Parishes) von Jersey. Sie ist die flächenmäßig viertgrößte Gemeinde Jerseys mit 6532 vergées (12 km², 10 % der Landfläche von Jersey) Sie liegt im westlichen Teil der Insel und erstreckt sich von der Bucht von St. Ouen bis zur Bucht von St. Aubin. Saint Peter ist damit die einzige Gemeinde mit zwei verschiedenen Küstenlinien. Auf diese Weise schneidet sie auch die Gemeinde von Saint Brelade von den anderen Gemeinden der Insel ab. Auf dem Gebiet der Gemeinde liegt der Flughafen von Jersey.
Sie grenzt insgesamt an vier Gemeinden: Saint Ouen im Norden, Saint Mary im Nordosten, Saint Lawrence im Osten und Saint Brelade im Süden.

## Sehenswürdigkeiten
Zu den Sehenswürdigkeiten zählen die Mühlen auf dem Gebiet der Gemeinde:
- Die Turmwindmühle von St. Peter (St. Peter's Windmill, erbaut 1837 aus Jersey-Granit, einzige noch existierende Windmühle von Jersey, heute Museum und Sitz einer Juwelenfabrikation Jersey Pearls),
- die Mühle von Quétivel und
- die Mühle von Tesson.

Sehenswert sind auch die Kirchen und Kapellen auf dem Gemeindegebiet.

## Bevölkerungsentwicklung
Historische Populationen:
- 1991: 4231
- 1996: 4228
- 2001: 4293
- 2011: 5003[2]

## Politik
Die Gemeinde ist in fünf Gemeindeteile (vingtaines) eingeteilt:
- La Vingtaine du Douet
- La Vingtaine de St. Nicolas
- La Grande Vingtaine
- La Vingtaine des Augerez
- La Vingtaine du Coin Varin

St. Peter bildet einen Wahlbezirk und wählt eine Abgeordnete bzw. einen Abgeordneten. 
Alle Gemeinden von Jersey, demzufolge auch Saint Peter, haben eine Ehrenpolizei aus freiwilligen Mitgliedern, die, polizeiähnlich organisiert, bestimmte Rechte besitzen.

## Bildung
Saint Peter verfügt mit St. Peter’s School über eine staatliche Grundschule, der auch eine Kinderkrippe (nursery) angeschlossen ist. Überdies ist mit der St. George’s Preparatory School eine private Grundschule vorhanden, für die Schulgebühren zu entrichten sind.

## Partnergemeinde

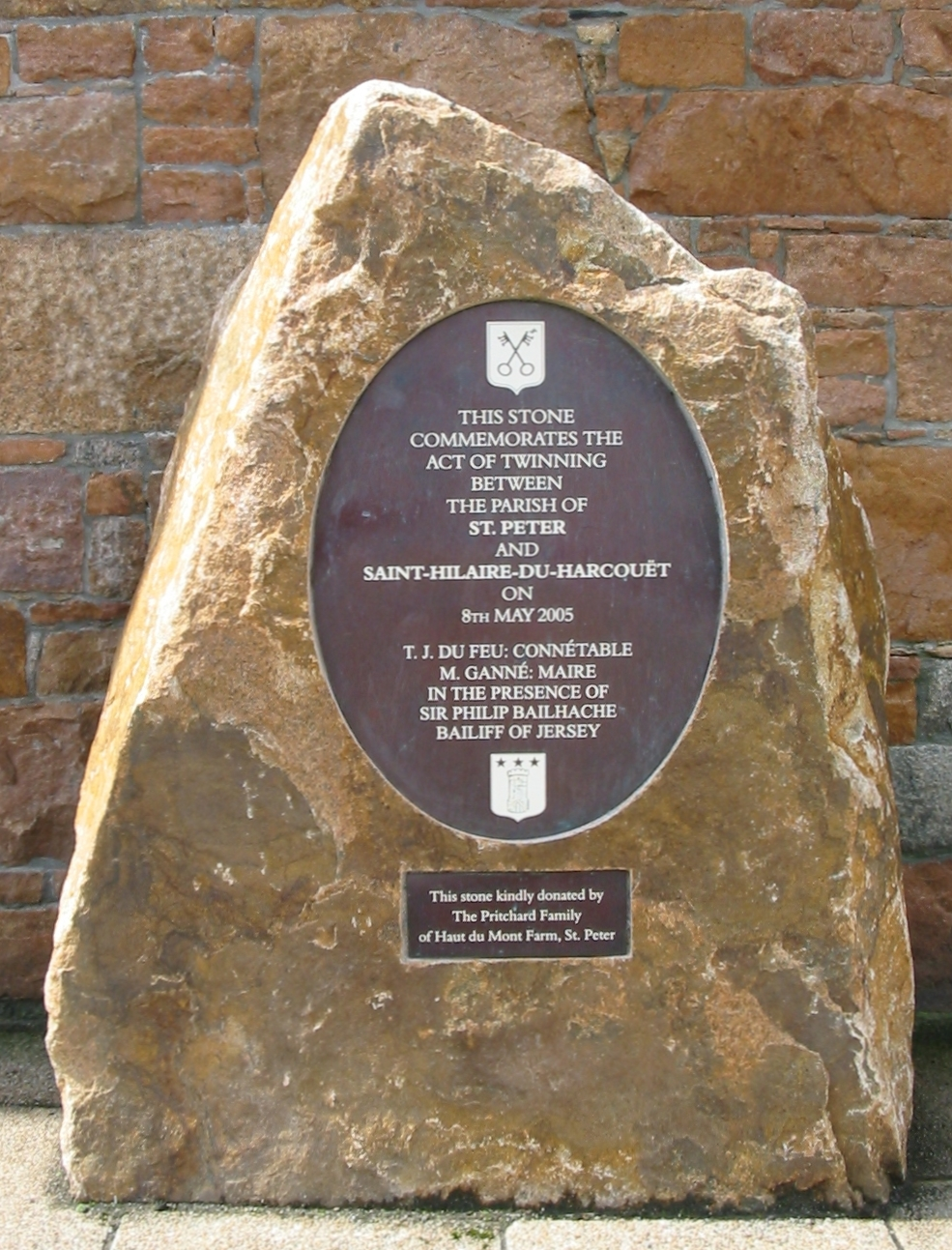
Gedenkstein anlässlich der Partnerschaft mit Saint-Hilaire-du-Harcouët

Partnergemeinde ist seit 2005
 Saint-Hilaire-du-Harcouët im Département Manche, Frankreich.

## Persönlichkeiten
In St. Peter lebt der irische Sänger und Liedertexter Gilbert O’Sullivan (* 1946) mit seiner Frau und seinen Kindern.